# Малые Мотыкалы
Ма́лые Мотыка́лы (бел. Малыя Матыкалы) — деревня в Брестском районе Брестской области Белоруссии. Входит в состав Мотыкальского сельсовета.

## География
Деревня расположена в 18 км к северу от центра Бреста, в 1,5 км восточнее центра сельсовета, агрогородка Большие Мотыкалы.

## История
В XIX веке — деревня в Брестском уезде Гродненской губернии, в составе имения Мотыкалы. В 1876 году — деревня Мотыкальской волости, 45 дворов. По переписи 1897 года — 33 двора, ветряная мельница, корчма.
После Рижского мирного договора 1921 года — в составе гмины Мотыкалы Брестского повята Полесского воеводства Польши, 23 двора.
С 1939 года — в составе БССР.